# UFC 96
UFC 96: Jackson vs. Jardine fue un evento de artes marciales mixtas celebrado por Ultimate Fighting Championship el 7 de marzo de 2009 en el Nationwide Arena, en Columbus, Ohio.

## Historia
El evento principal contó con una pelea de peso semipesado entre Quinton Jackson y Keith Jardine.

## Premios extra
Cada peleador recibió un bono de $60,000.
- Pelea de la Noche: Quinton Jackson vs. Keith Jardine
- KO de la Noche: Matt Hamill
- Sumisión de la Noche: No hubo sumisiones.